# Giò thủ
Giò thủ (tiếng Anh là head cheese hay brawn) là món ăn làm từ thịt nấu đông phần đầu lợn hoặc bò. Giò thủ xuất hiện ở nhiều quốc gia với cách chế biến khác nhau. Gia vị làm giò thủ bao gồm hành tây, hồ tiêu, muối ăn, giấm, vân vân. Giò thủ được dùng khi đông lạnh hoặc đông ở nhiệt độ phòng.

## Tên gọi
Món ăn này có tên là head cheese ở Bắc Mỹ, brawn ở Anh và Australia, mặc dù tên potted heid phổ biến ở Scotland.

## Theo quốc gia

### Áo
Ở Áo, giò thủ có tên là Presswurst, hoặc Schwartamaga trong hầu hết các vùng phía tây.

### Bulgaria
Ở Bulgaria, món пача (pacha)  được làm đầu lợn (chủ yếu là tai), chân và lưỡi. Nước dùng được thêm tỏi trước khi nấu.

### Cộng hòa Síp
Ở Síp, món này làm từ thịt heo với tên gọi là "Zalatina," một từ kế thừa từ tiếng Anh. Món này thường thêm nước chanh.

### Hàn Quốc
Món ăn tương tự có tên pyeonyuk (편육) được làm từ việc nén chặt thịt, thường là đầu lợn. Món ăn này thường dùng cho các buổi tiệc (janchi - 잔치).

### Mexico
Món ăn này ở Mexico có tên là Queso de puerco và thường được thêm gia vị như tỏi, tiêu đen và giấm.

### Slovenia
Ở Slovenia, món này có tên là tlačenka (nghĩa là nén) hay có tên khác là žolca.

### Việt Nam
Giò thủ là món ăn truyền thống với thành phần chính là thịt thủ (phần thịt ở đầu con lợn), xào chín cùng một số nguyên liệu khác rồi gói và nén chặt. Bắt nguồn từ miền Bắc Việt Nam và hiện nay đã phổ biến khắp nước, nhưng những dạng thức chế biến ít nhiều tương đồng như món ăn này cũng tồn tại tại rất nhiều nền ẩm thực khác trên thế giới. Giò thường được các gia đình làm trong dịp lễ Tết cổ truyền, và được bán tại các cửa hàng giò chả nem chạo ở hầu hết các chợ trong toàn quốc.

## Hình ảnh

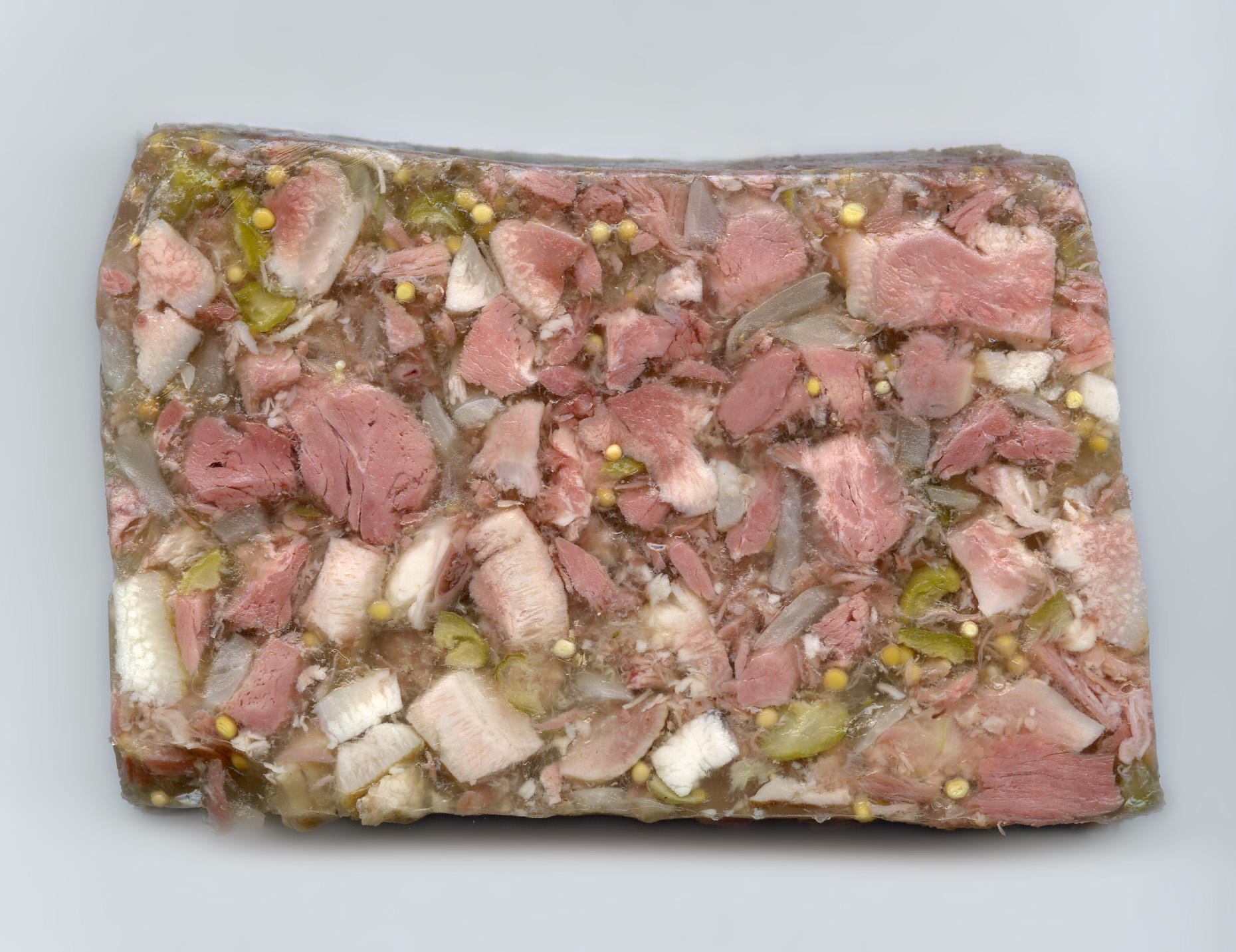
Một loại giò làm từ thịt thủ của Đức
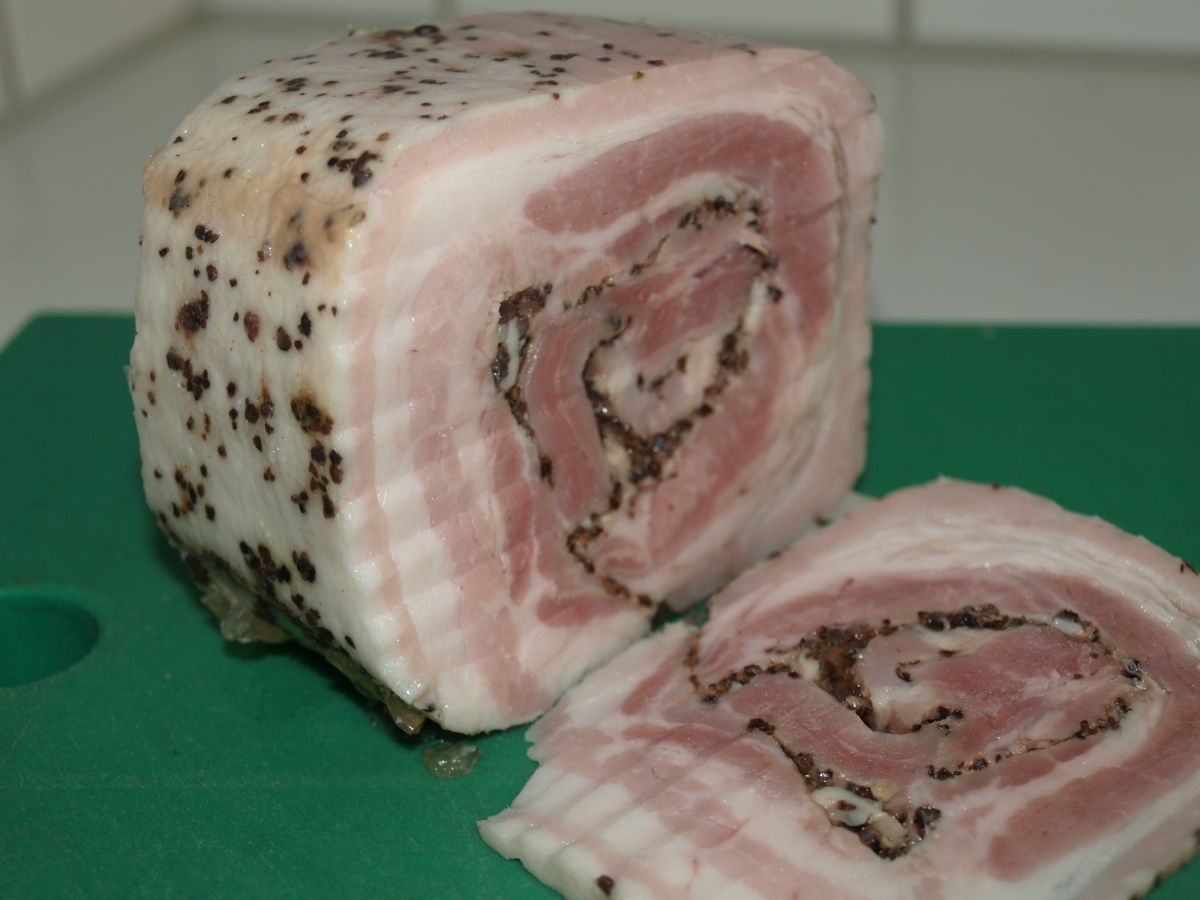
Rullsylta làm từ thịt thủ cuộn của Thụy Điển
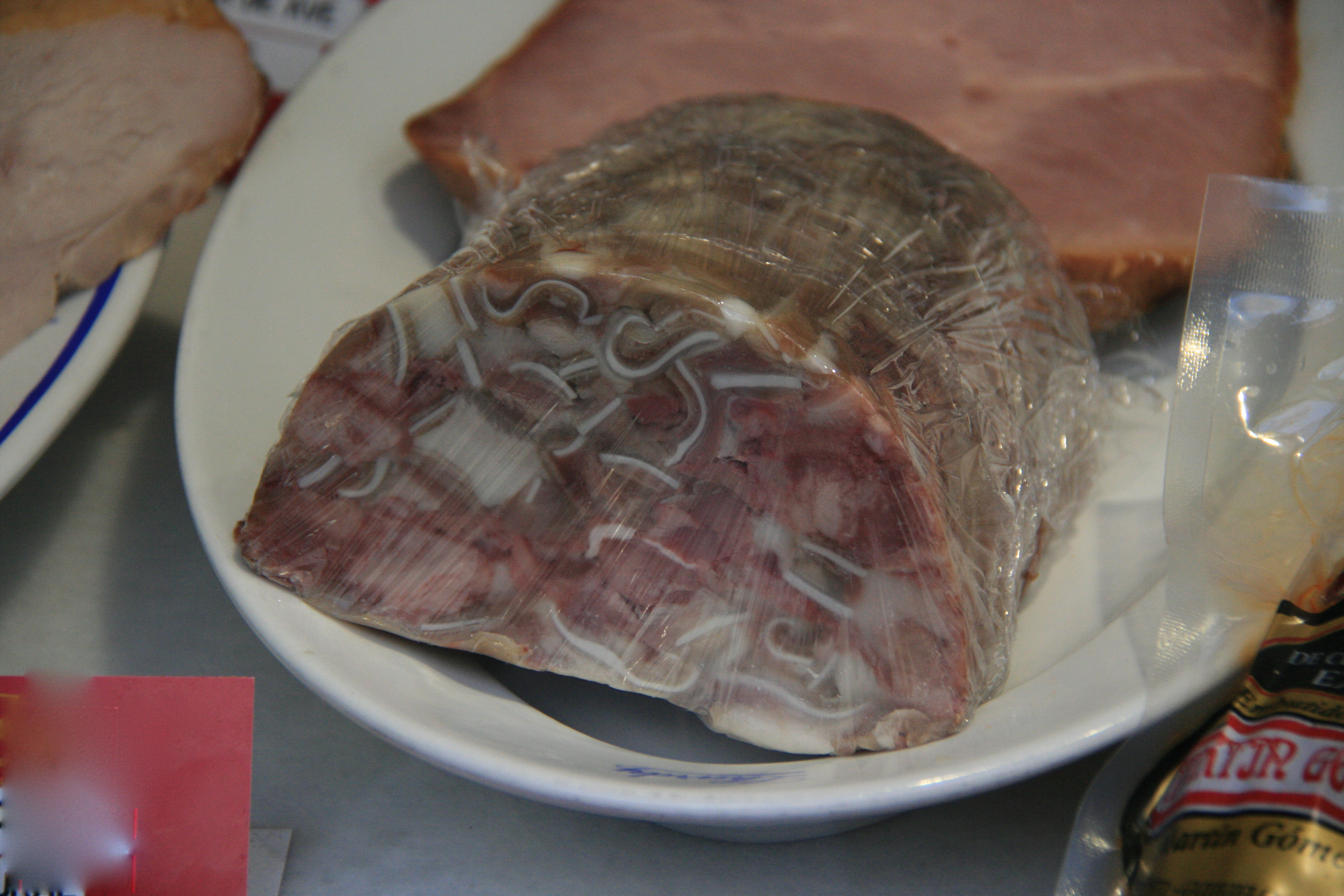
Chicharros của Tây Ban Nha
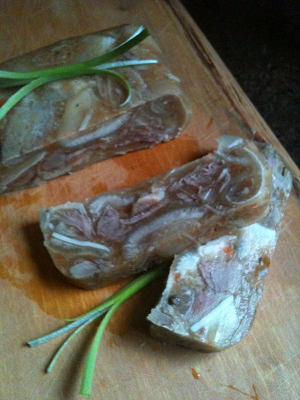
Món galerts của Latvia
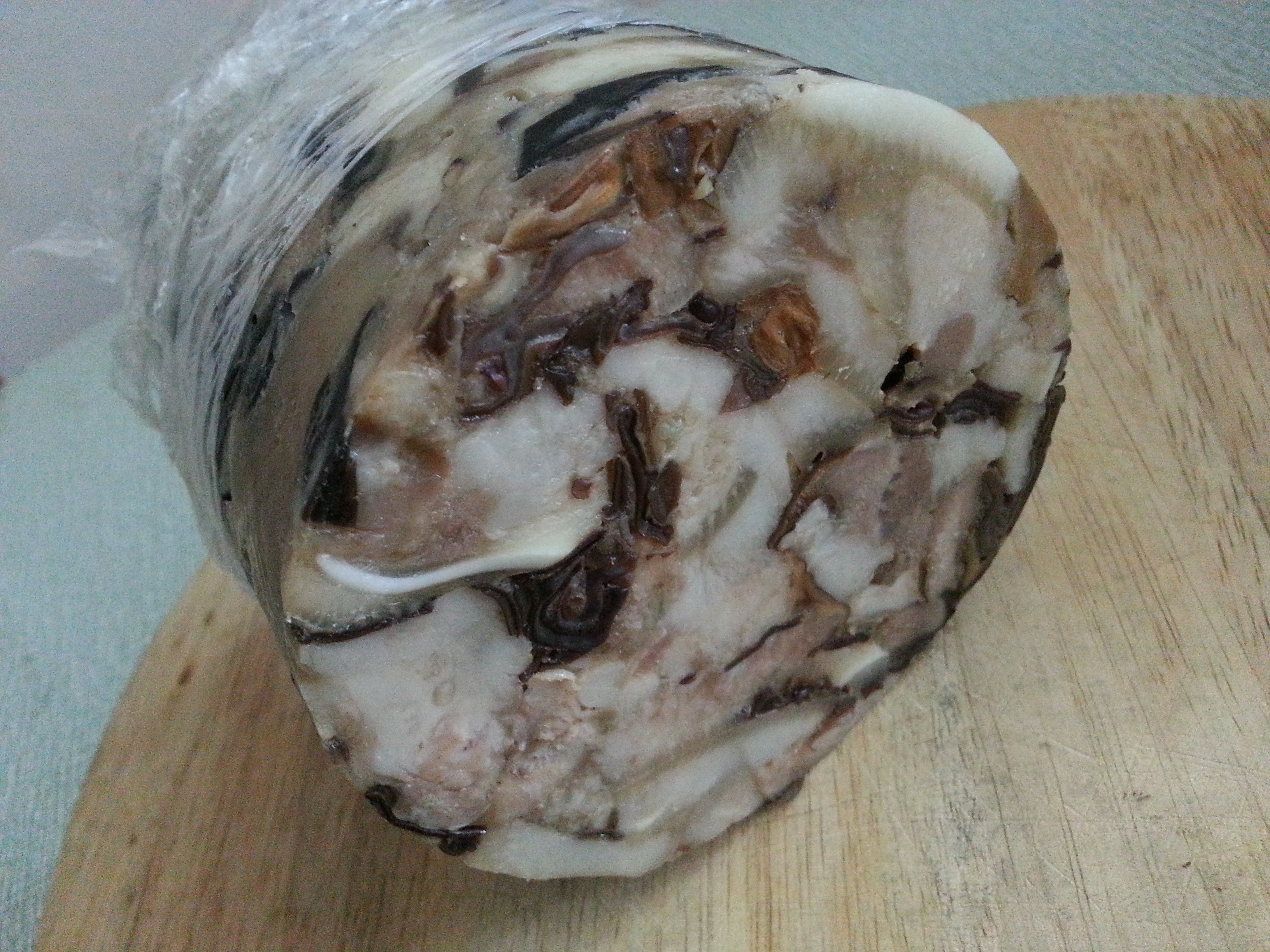
Một khoanh giò thủ Việt Nam với thịt thủ và mộc nhĩ